# Dörtdivan
Dörtdivan là một huyện thuộc tỉnh Bolu, Thổ Nhĩ Kỳ. Huyện có diện tích 384 km² và dân số thời điểm năm 2007 là 7108 người, mật độ 19 người/km².